# Lestes ictericus
Lestes ictericus – gatunek ważki z rodziny pałątkowatych (Lestidae). Występuje w Afryce Subsaharyjskiej – od Senegalu na wschód po Sudan i dalej na południe po północno-wschodnią RPA.
W RPA imago lata od stycznia do końca maja. Długość ciała 40–41 mm. Długość tylnego skrzydła 22–23,5 mm.